# 早稲田大学文学部
早稲田大学文学部（わせだだいがくぶんがくぶ、英語：School of Humanities and Social sciences）は、早稲田大学にある2つの人文学系の学部の一つである。文学学術院に属する。2007年4月1日の第一文学部と第二文学部の再編により、文化構想学部とともに設置された。

## 概要
戸山キャンパスに所在し、早稲田大学文学学術院の管理・運営下にある。
2007年4月に第一文学部・第二文学部を併せて再編し、文化構想学部と文学部が設置された。その為、文化構想学部・文学部は第一・第二文学部のどちからの後継という位置づけではない（しばしば文化構想学部が第二文学部の後継とされるのは誤り）。文化構想学部は、人文学・文化学の学際的・学横断的な研究・教育実践を目指しているのに対し、文学部は、伝統的な人文学・文化学の継承と発展を目指している。そのため発足時には、第一文学部の（文化構想学部に受け継がれた人文専修と文芸専修を除く）伝統的学問分野にそった専修を主として受け継いだコースを中心に設置された。
外国語科目と講義科目が文化構想学部と共通化されており「ブリッジ科目」と称されている。卒業時にいずれのコースも「学士（文学）」（Bachelor of Arts in Literature）の学位が授与される。

## カリキュラム
文学部は、1年次の基礎教育と、2年次から4年時のコースの「1・3制カリキュラム」を導入している。
1年次では、文学部の学生は資料検索のノウハウ・論理的思考能力・表現能力の基礎を養う基礎演習・基礎講義を学び、語学では必修英語と、基礎外国語として、フランス語・ドイツ語・ロシア語・中国語・スペイン語・イタリア語・朝鮮語・アラビア語から1言語を選択・履修する。
2年次以降では、徹底したきめ細かな「少人数教育」がスタートし、学生たちは18コースの専門分野から自分の興味のある専門コースを選択し、専門性を磨いていく。
また、早稲田では、文学部の教員と文化構想学部の教員の交流が活発である。その為、「文学部」と「文化構想学部」では外国語科目と講義科目を共通化した「ブリッジ科目」がある。「ブリッジ科目」は、両学部をあわせたスケールメリットを生かし、人文科学、文化科学の古典から新領域分野まで約1,000の授業科目で構成される。
また、早稲田大学には、学部・学年にとらわれず、全ての学部の学生が学ぶことができる「オープン科目」がある。
「オープン科目」とは、早稲田の各学部をはじめ、オープン教育センターや他大学など、さまざまな機関から提供されている授業科目であり、その内容は、語学科目やテーマスタディ、テーマカレッジ、ボランティア、インターンシップでの科目、人文・社会・自然科学の基礎、ITリテラシー、最新のトピックスまで幅広い分野をカバーする。
文学部の学生は3,000以上ある「オープン科目」から自分の興味のある授業科目が履修可能である。

## 沿革
旧制文学部
- 1882年 （東京専門学校創立）
- 1890年 坪内逍遙らにより文学科創設。
- 1891年 『早稲田文学』創刊。
- 1902年 （東京専門学校が早稲田大学と改称し専門部と大学部を置く）大学部文学科となる。
- 1904年 （早稲田大学が専門学校令による旧制専門学校となる）
- 1920年 （早稲田大学が大学令による旧制大学となる）文学部となる。

第一文学部・第二文学部
- 1949年 （学制改革による新制早稲田大学が設置される）旧制での文学部が、新制での第一文学部（昼間学部）と第二文学部（夜間学部）になる。
- 1962年 旧・西早稲田キャンパス（現・早稲田キャンパス）より戸山キャンパスへと移転。
- 1992年 戸山図書館開館。
- 2004年9月 学術院制度の導入により、第一文学部・第二文学部（および大学院文学研究科）を包括する管理・運営組織として文学学術院が設置される。

文学部（2007年 - ）
- 2007年4月 第一文学部・第二文学部を混合再編した新文学部が文化構想学部とともに設置される。文学科1学科を置き、その下に17のコース[注釈 1]が設けられる（再編前の母体学部も在校生のいる間並行して存続し、後年廃止）。
- 2017年 中東・イスラーム研究コースを新設[注釈 2]。

## 学科・コース
- 文学科
  - 哲学コース
  - 東洋哲学コース
  - 心理学コース
  - 社会学コース
  - 教育学コース
  - 日本語日本文学コース
  - 中国語中国文学コース
  - 英文学コース
  - フランス語フランス文学コース
  - ドイツ語ドイツ文学コース
  - ロシア語ロシア文学コース
  - 演劇映像コース
  - 美術史コース
  - 日本史コース
  - アジア史コース
  - 西洋史コース
  - 考古学コース
  - 中東・イスラーム研究コース

※2年次以降に専門課程である各コースに進級する。

## 刊行物
早稲田大学文学研究科は以下の冊子を刊行している。
- 「文学研究科紀要」

## 学部長
- 高松 寿夫

## 関係者

### 主な出身者
- 樋口恭介 - SF作家、東京大学大学院客員准教授、スタートアップ企業「Anon Inc.」CSFO（Chief Science Fiction Officer）
- 飯倉寛子 - アナウンサー
- 稲垣龍太郎 - アナウンサー
- 長岡大雅 - アナウンサー
- やねすけ - YouTuber（バンカラジオ）
- 山本雪乃 - アナウンサー
- 伊藤健太 - アナウンサー
- 矢作有美花 - アナウンサー
- アンゴラ村長‐ お笑い芸人
- 原貫太 - フリーランス国際協力師
- 斉藤壮馬 - 声優
- 鈴木康之 - コピーライター
- 石田健 - 起業家、エンジェル投資家、評論家、コメンテーター

### 主な専任教員
哲学コース
東洋哲学コース
- 岩田孝 - インド哲学者、仏教学者
- 大久保良峻 - 仏教学者、僧侶
- 渡邉義浩 - 中国史学者

心理学コース
社会学コース
- 草柳千早 - 社会学者

教育学コース
日本語日本文学コース
- 池澤一郎 - 国文学者
- 高橋敏夫 - 文芸評論家

中国語中国文学コース
- 岡崎由美 - 中国文学者
- 楊達 - 中国語学者

英文学コース
- 江田孝臣 - アメリカ文学者
- 大島一彦 - 英文学者
- 都甲幸治 - アメリカ文学者、翻訳家、新聞書評委員
- 栩木伸明 - アイルランド文学者

フランス語フランス文学コース
- 鈴木雅雄 - フランス文学者

ドイツ語ドイツ文学コース
ロシア語ロシア文学コース
演劇映像コース
- 藤井仁子 - 映画批評家

美術史コース
- 川瀬由照 - 美術史学者（日本彫刻史）
- 肥田路美- 美術史学者（中国仏教彫刻史）＊ただし2025年度をもって定年退職。2026年４月より新任教員が着任する。
- 益田朋幸 - 美術史学者（ビザンティン美術史）
- 児島由枝 - 美術史学者（西欧中近世美術史）
- 山本聡美 - 美術史学者（日本古代・中世絵画史）
- 成澤勝嗣 - 美術史学者（日本近世絵画史）＊2028年度退職

日本史コース
- 海老澤衷 - 歴史学者
- 新川登亀男 - 歴史学者
- 鶴見太郎 - 歴史学者
- 谷口眞子 - 歴史学者
- 真辺将之 - 歴史学者

アジア史コース
- 工藤元男 - 東洋史学者
- 李成市 - 東洋史学者

西洋史コース
- 甚野尚志 - 歴史学者

考古学コース
過去の主な専任教員
- 大橋一章（美術史コース、-2013年3月） - 美術史学者
- 大高保二郎（美術史コース）- スペイン美術史
- 内田啓一（美術史コース）- 日本美術史
- 川瀬武夫（フランス語フランス文学コース、-2023年3月） - フランス文学者